# Église Saint-Dimitri de Bajša
Pour les articles homonymes, voir Église Saint-Dimitri.
L'église Saint-Dimitri de Bajša (en serbe cyrillique : Црква Светог Димитрија у Бајши ; en serbe latin : Crkva Svetog Dimitrija u Bajši) est une église orthodoxe serbe située à Bajša, dans la province de Voïvodine, dans le district de Bačka septentrionale et dans la municipalité de Bačka Topola en Serbie. Elle est inscrite sur la liste des monuments culturels de grande importance de la république de Serbie (identifiant no SK 1240).

## Présentation
En 1751, la famille Zako se fit construire un château à Bajša ; le château fut remanié en 1818 et, par le jardin, un accès fut ouvert vers l'église orthodoxe Saint-Dimitri ; le bâtiment est aujourd'hui classé. L'église Saint-Dimitri, quant à elle, a été construite en 1818, au moment de la restauration du château. Elle est constituée d'une nef unique prolongée par une abside demi-circulaire ; la zone du chœur forme une saillie rectangulaire peu marquée. La façade occidentale est dominée par un clocher à deux étages surmonté d'un bulbe aplati, d'une lanterne et d'une croix ; le clocher est flanqué d'un pignon à volutes avec un vase acrotère à chaque extrémité ; cette façade est dotée d'une avancée peu profonde encadrée de pilastres supportant une architrave moulurée ornée de feuilles et de rosettes. Les façades latérales sont notamment rythmées par des ouvertures en plein-cintre intégrées dans des arcatures et entourées de pilastres. À l'intérieur, les arcs de la voûte en berceau reposent sur des consoles.
L'iconostase a été peinte en 1854 par Jovan Klajić, qui, après des études à l'Académie de Vienne, a été influencé par la peinture romantique et qui, dans les réalisations qu'il a effectuées pour l'église de Bajša, montre ses tendances vis-à-vis du mouvement nazaréen et de la peinture classique.